# Eugenio Dellacasa
Eugenio Emanuele Dellacasa (* 21. April 1901 in Genua; † 25. August 1985 ebenda) war ein italienischer Wasserballspieler.

## Karriere
Dellacasa nahm mit der italienischen Nationalmannschaft und seinen Teamkollegen Tito Ambrosini, Mario Balla, Arnaldo Berruti, Mario Cazzaniga, Achille Gavoglio und Giuseppe Valle am olympischen Wasserballturnier 1924 in Paris teil. Die Italiener unterlagen bereits in der ersten Runde dem Team aus Schweden mit 0:7. Damit belegte die Mannschaft den geteilten zehnten Platz unter dreizehn Teilnehmern.
Dellacasa spielte für den Verein SG Andrea Doria aus Genua, der zwischen 1921 und 1931 insgesamt achtmal die italienische Meisterschaft im Wasserball für sich entscheiden konnte.